# Serra Pelada
Serra Pelada (littéralement : Montagne pelée) est un village brésilien, district de la municipalité de Curionópolis, au sud-est de Pará.
C'était une importante mine d'or brésilienne à ciel ouvert située à 430 kilomètres au sud de l'embouchure du fleuve Amazone.
La mine a été rendue célèbre par les images prises par Alfredo Jaar puis par Sebastião Salgado qui montrent une multitude de travailleurs transportant de grandes quantités de minerai sur leur dos. Le nombre de mineurs occupés à cette tâche est estimé à au moins 100 000 personnes, ce qui en fait l'une des plus grandes mines du monde.
Aujourd'hui, la mine de Serra Pelada est abandonnée et l'excavation géante s'est remplie d'eau, créant un petit lac pollué.

## Découverte du gisement
Un enfant se baignant dans une rivière de l'État de Pará trouve une pépite d'or pesant six grammes, à la suite de quoi, en janvier 1979, l'agriculteur Genésio Ferreira da Silva engage un géologue pour déterminer si l'or trouvé sur sa propriété faisait partie d'un plus grand dépôt. Bientôt le bruit se répand que la propriété de da Silva est située sur l'un des plus grands gisements du monde. À la fin de cette semaine, des milliers de personnes délaissent leur métier d'agriculteur pour celui de mineur, provoquant une véritable ruée vers l'or. Cinq semaines plus tard, quelque 10 000 mineurs creusent sur la propriété de Ferreira et 12 000 autres à proximité. D'énormes pépites sont rapidement découvertes, la plus grosse pesant près de 6,8 kg, soit 108 000 $ au prix du marché de 1980.  
Au début, la seule façon de parvenir sur le site était en avion ou à pied. Les mineurs payaient souvent des prix exorbitants pour atteindre en taxi l'extrémité d'un chemin de terre depuis la ville la plus proche, puis ils marchaient environ quinze kilomètres pour atteindre le site. 

## Dans la culture
- Powaqqatsi (1988) de Godfrey Reggio, film qui débute par des scènes de l'exploitation du gisement.
- Gentilshommes de fortune[2] (1986) de Bernard Lavilliers, chanson sur les orpailleurs.
- Dans le dessin animé Les Mystérieuses Cités d'or, le documentaire à la fin de l'épisode 20 de la première saison traite de l'orpaillage de la Serra Pelada.